# Гризољио (Торино)
Гризољио је насеље у Италији у округу Торино, региону Пијемонт.
Према процени из 2011. у насељу је живело 28 становника. Насеље се налази на надморској висини од 366 м.